# Šluknovská pahorkatina
Šluknovská pahorkatina (německy Lausitzer Bergland, Lužická vrchovina, hornolužickosrbsky Łužiske hory) je geomorfologický celek vyplňující téměř celé území Šluknovského výběžku, kromě jeho jižní a jihozápadní části. Německá část leží ve východní části Saska jižně od Budyšína a obklopuje Šluknovský výběžek. Nejvyšším vrcholem celé pahorkatiny je Hrazený (608 m), ležící ve střední části celku, mezi městy Velký Šenov a Mikulášovice. Jedná se o mírně zvlněnou krajinu s výškovými rozdíly max. do 300 metrů, bez výrazných prvků, ale se zachovalou přírodou a střídavými lesními porosty.

## Geologie a vznik
Šluknovská pahorkatina je jedním z nejstarších vyvřelých hlubinných těles ve střední Evropě. Na území Česka je složena ze čtyř základních typů hornin (stáří přibližně 500 milionů let).
- biotitická rumburská žula (modrošedé barvy)
- biotitická brtnická žula (růžové až načervenalé barvy)
- lužický granodiorit (modravě šedá barva)
- dvojslídý granodiorit (černošedé barvy).

Žulové horniny bývají protkány četnými žilami doleritu a porfyrů.
Tato členitá pahorkatina vznikla na horninách lužického žulového masívu a výraznějšími vrcholy často z mladých vulkanických hornin jako např. Hrazený, Vlčí hora a Špičák u Varnsdorfu.

## Hranice oblastí
Od jižně ležících Lužických hor je odděluje linie spojující v děčínském okrese obce Kyjov, Rybniště a Dolní Podluží.

## Vrcholy
- Hrazený (608 m)
- Tanečnice (599 m)
- Plešný (593 m)
- Vlčí hora (591 m)
- Valtenberg (Sokolník) (586 m)
- Špičák u Varnsdorfu (544 m)
- Partyzánský vrch (530 m)
- Hraniční (Hančův) vrch (522 m)
- Dymník (517 m)
- Vlčice (513 m)
- Buková hora (512 m) – nejsevernější bod ČR
- Jitrovník (510 m)
- Ječný vrch (503 m)
- Anenský vrch (420 m)
- Šibeniční vrch (389 m)

## Vodopis
Území Šluknovské pahorkatiny spadá do povodí Labe, Nisy a Sprévy. Probíhá zde rozvodí mezi Severním a Baltským mořem. Největší vodní plochou oblasti je Velký rybník ležící 3 km jihozápadně od Varnsdorfu.

## Členění

### Česká část
Geomorfologický celek Šluknovská pahorkatina se dělí na dva okrsky, které se dále člení na podokrsky:
- provincie: Česká vysočina
  - subprovincie: IV Krkonošsko-jesenická
    - oblast: IVA Krkonošská
      - celek: IVA-1 Šluknovská pahorkatina
        - okrsek: IVA-1-A Šenovská pahorkatina
          - podokrsek: IVA-1-A-a Hrazenská pahorkatina
          - podokrsek: IVA-1-A-b Mikulášovická pahorkatina

        - okrsek: IVA-1-B Rumburská pahorkatina
          - podokrsek: IVA-1-B-a Jiříkovská pahorkatina
          - podokrsek: IVA-1-B-b Krásnolipská pahorkatina
          - podokrsek: IVA-1-B-c Varnsdorfská pahorkatina

### Německá část
Německé území se dělí na přírodní prostory (Naturräume), které přibližně odpovídají českému geomorfologickému členění.
- makrogeochora: Hornolužická vrchovina (Oberlausitzer Bergland)
  - mesogeochora: Severní hornolužická vrchovina (Nördliches Oberlausitzer Bergland)
  - mesogeochora: Západní hornolužická vrchovina (Westliches Oberlausitzer Bergland)
  - mesogeochora: Východní hornolužická vrchovina (Östliches Oberlausitzer Bergland)
  - mesogeochora: Jihozápadní hornolužická vrchovina (Südwestliches Oberlausitzer Bergland)